# Agrosoma pulchella
Agrosoma pulchella är en insektsart som beskrevs av Guérin-Méneville 1829. Agrosoma pulchella ingår i släktet Agrosoma och familjen dvärgstritar. Inga underarter finns listade i Catalogue of Life.